# Callajoppa exaltatoria
Callajoppa exaltatoria är en stekelart som först beskrevs av Georg Wolfgang Franz Panzer 1804.  Callajoppa exaltatoria ingår i släktet Callajoppa och familjen brokparasitsteklar. Arten är reproducerande i Sverige.

## Underarter
Arten delas in i följande underarter:
- C. e. armenica
- C. e. mikado

## Bildgalleri

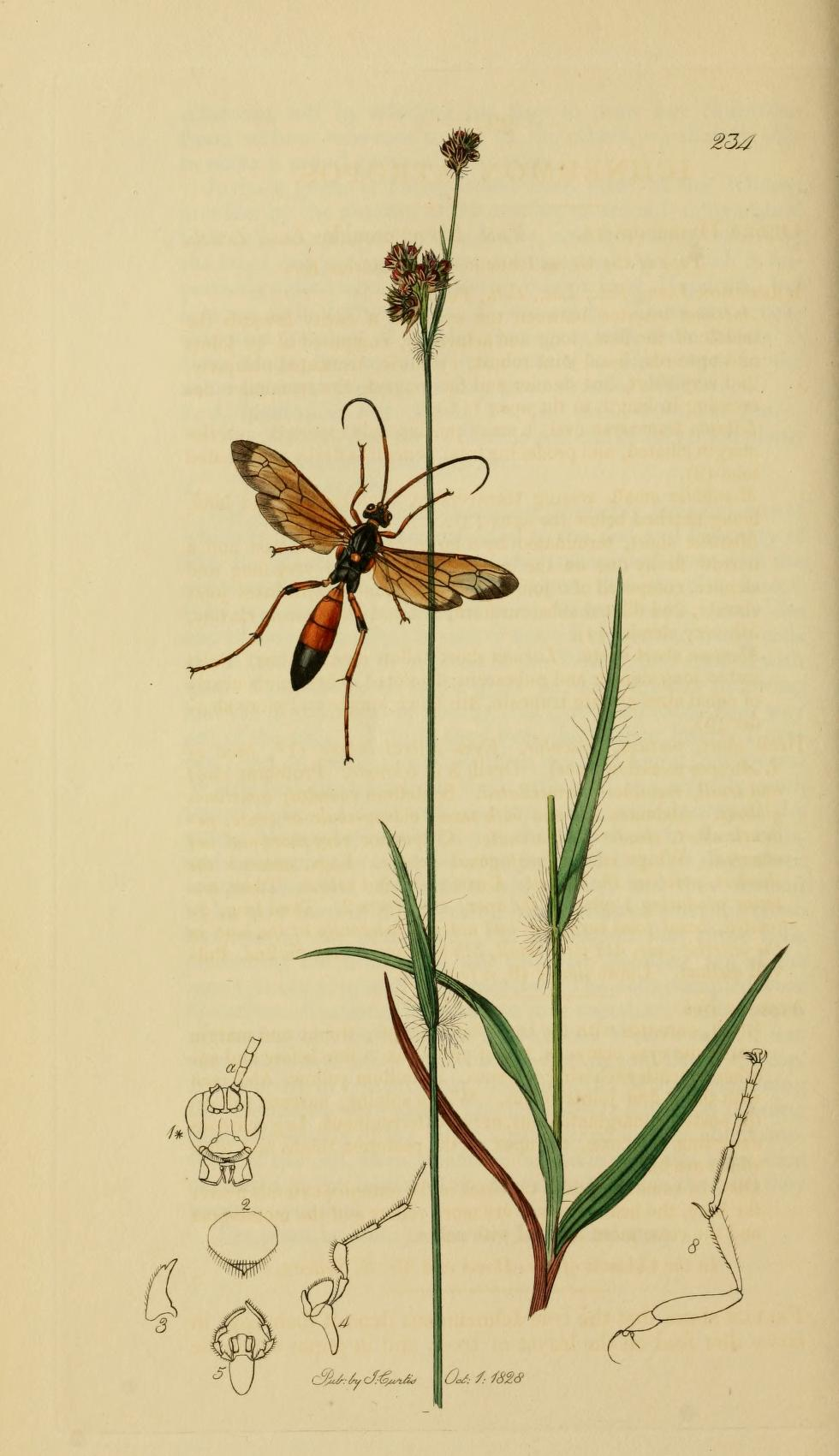
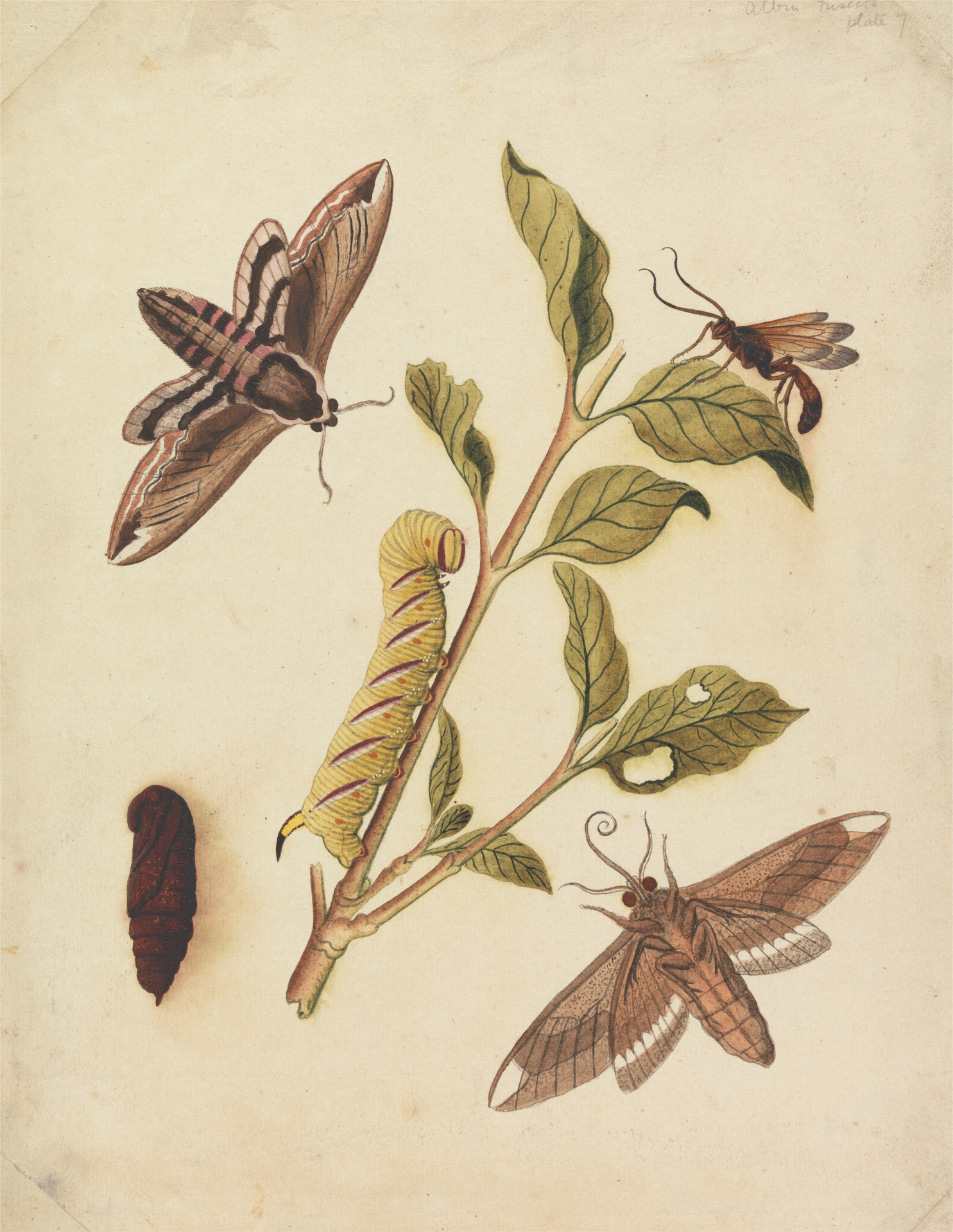